# Lotus Cars
Lotus Cars ist ein Hersteller von Automobilen mit Sitz in Hethel bei Norwich (Norfolk), Großbritannien, der von Colin Chapman gegründet wurde. Mit dem Fahrzeughersteller verbunden war das ehemalige Rennsportteam Team Lotus. 1996 wurde Lotus Cars vom malaysischen Konzern Proton übernommen. Im Januar 2012 wurde dieser und mit ihm Lotus vom ebenfalls malaysischen Konzern DRB-HICOM gekauft. Am 24. Mai 2017 übernahm der chinesische Konzern Geely 51 % der Gesellschaftsanteile.

## Geschichte

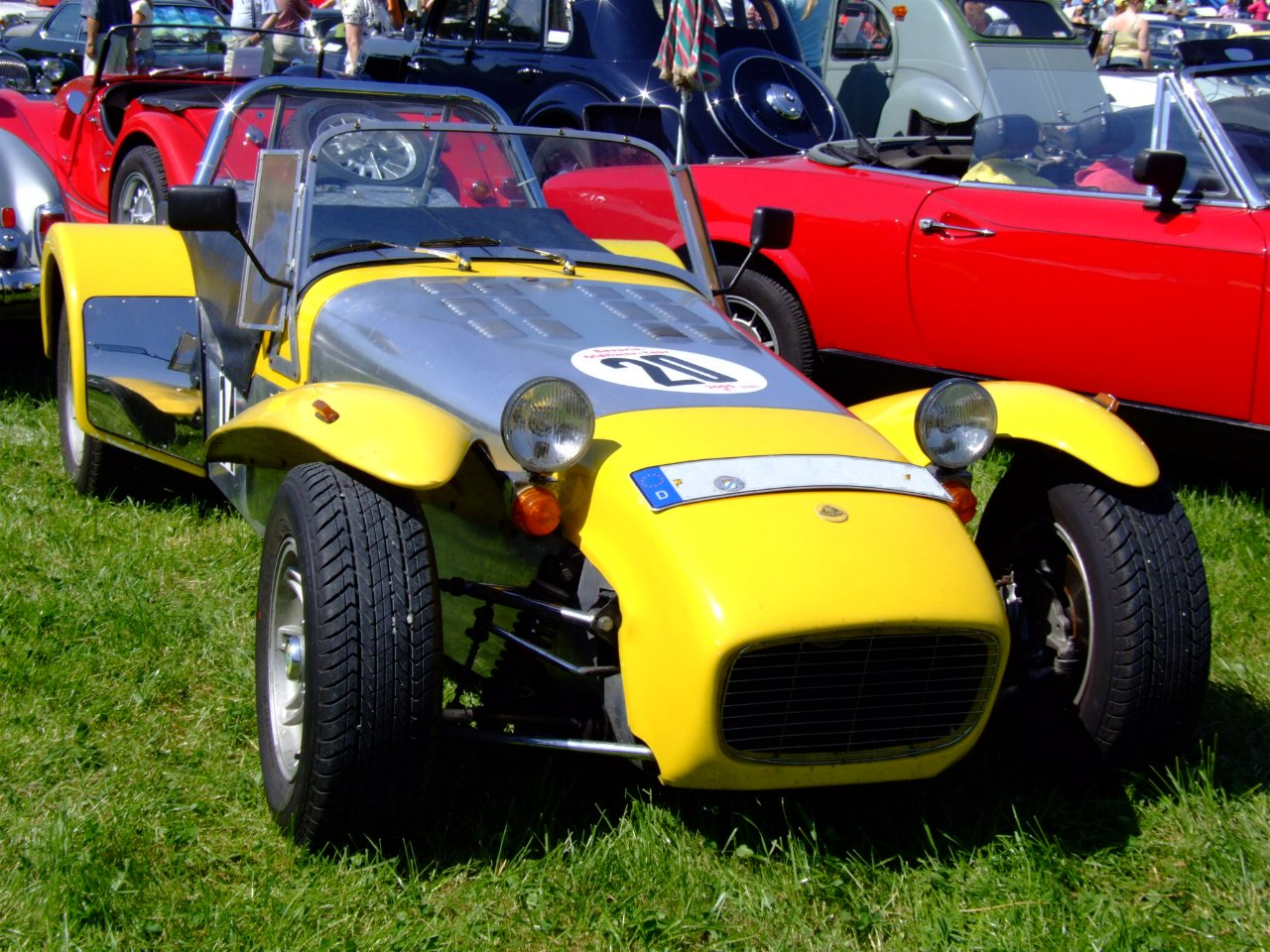
Lotus Seven

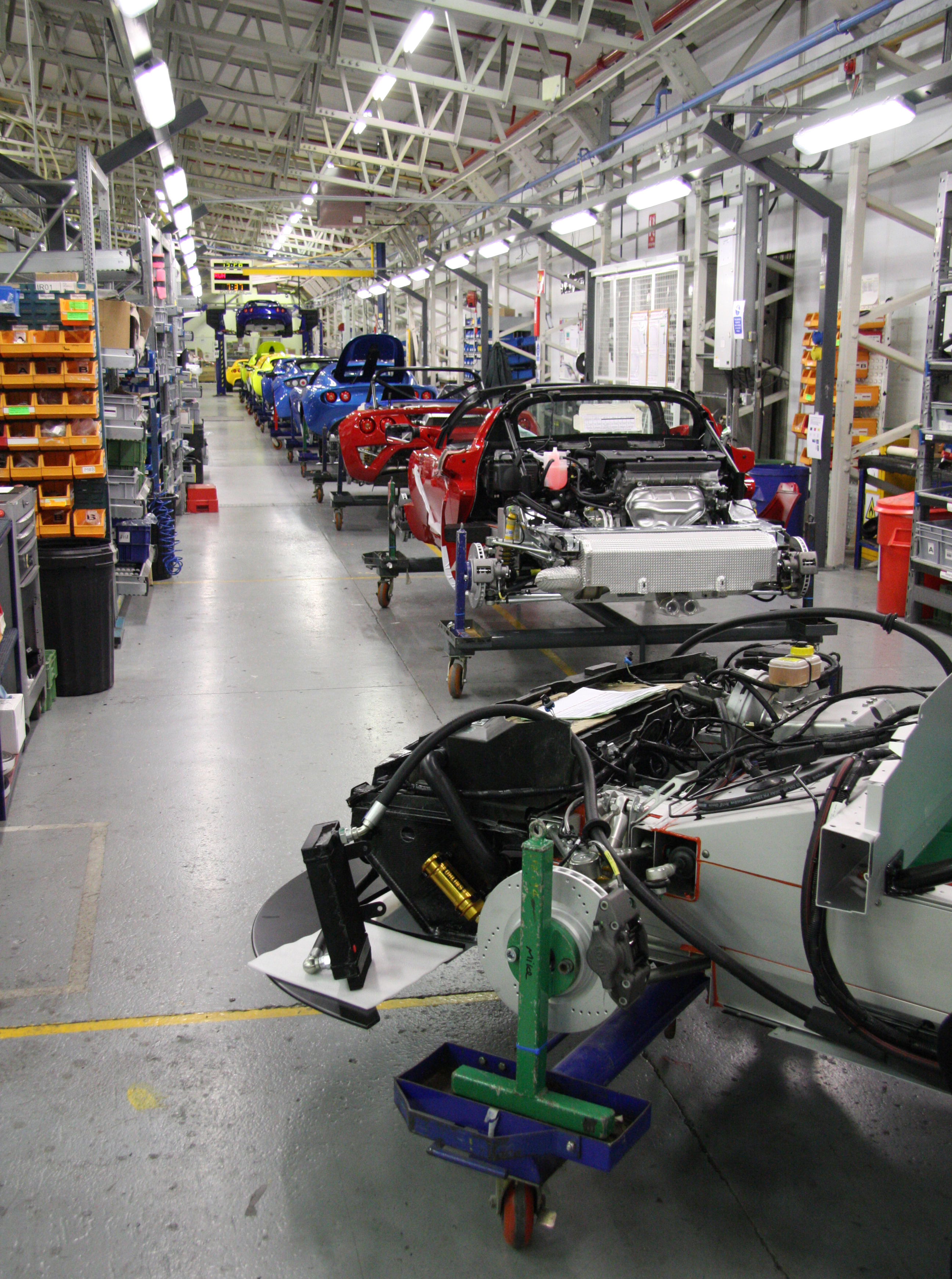
Endfertigungslinie der Produktion in Großbritannien, 2008

Colin Chapman begann seine Karriere als Unternehmer im Jahr 1947 mit Sonderanfertigungen auf Grundlage der Technik des Austin 7. 1952 gründete er die Firma Lotus Engineering, die er 1959 in Lotus Components und Lotus Cars aufteilte. Im Unterschied zu anderen Unternehmen der Lotus Group betrieb Lotus Cars nie selbst Rennsport, sondern unterstützte allenfalls seine Kunden dabei.
Das erste erfolgreiche Serienmodell von Lotus, der Lotus Mark VI, wurde als Bausatz vertrieben. Trotz der geringen Stückzahl von ungefähr 100 Wagen errang der Lotus MK VI zahlreiche Erfolge, auch bei Bergrennen. Der darauf folgende und von Frank Costin entwickelte Lotus 8 war nicht nur die Grundlage für seine Nachfolger Mk9 und Mk 10, an ihm orientierte sich auch der Mk 11, ein Rennwagen, der in seiner Klasse auch das 24-Stunden-Rennen von Le Mans gewann.
1957 produzierte Lotus sein erstes ausschließlich für Rennen gedachtes Auto. Mit dem Mk 12 begann eine erfolgreiche Rennsportkarriere, in deren Verlauf Lotus mehrmals den Weltmeistertitel der Konstrukteure errang. Titel und erste Preise erreichte Colin Chapman dabei nicht in erster Linie durch Leistungssteigerung, sondern durch Leichtbau und neuartige Fertigungsverfahren. Nicht selten, so warfen ihm Konkurrenten vor, missachtete er elementare Sicherheitsregeln zugunsten fortschrittlicher Technik und verwendete unter anderem „unterdimensionierte“ Bauteile, zum Beispiel sehr filigrane Radaufhängungen. Festzuhalten bleibt jedoch, dass Chapman beträchtlich zur Weiterentwicklung des Grand-Prix-Rennwagens beigetragen hat.
Ein Beispiel dafür ist der Lotus 25 von 1962, der bis dahin schlankste und niedrigste F1-Rennwagen. Beim Lotus 25 hatte Chapman den Gitterrohrrahmen des nur wenige Wochen vorher herausgebrachten Lotus 24 durch eine vom Flugzeugbau bekannte Monocoque-(Schalen-)Konstruktion ersetzt. Dadurch konnte das Gewicht um etwa 20 kg verringert und die für Straßenlage und Handling wichtige Verwindungssteife erhöht werden. Inzwischen (1957) war der Elite mit einer strömungsgünstigen und selbsttragenden Karosserie aus GFK auf dem Markt. Er wurde 1962 durch den besser haltbaren Elan ersetzt.
Die ersten Lotus-Cortina wurden in Cheshunt produziert, wohin Lotus Ende der 1950er-Jahre gezogen war. Später baute Lotus ein neues Werk in Hethel, wo 1966 die Produktion des Lotus Europa begann.
1967 kam der Elan +2 ins Programm, ein 2+2-Sitzer, der vom 1961er-Elan abgeleitet worden war. Ein neues frontgetriebenes Modell mit japanischem Vierzylinder-Turbomotor, das 1990 präsentiert wurde, war ein Flop. Die Produktion wurde 1993 schließlich eingestellt und die Lizenz an Kia verkauft. Anfang der Siebziger startete der Esprit, der bis 2004 gebaut wurde.
1982 starb Firmengründer Colin Chapman. Das Unternehmen ging 1986 in den Besitz von General Motors über. Im August 1993 verkaufte GM die Firma an die ACBN Holdings S.A. des italienischen Unternehmers Romano Artioli, dem auch Bugatti Automobili SpA gehörte. 1996 übernahm die malaysische Perusahaan Otomobil Nasional Bhd (Proton) die Mehrheit an Lotus. Seit Dezember 2008 ist Lotus auch auf dem Markt der Volksrepublik China mit der Marke Europestar präsent, deren Modelle identisch mit den Protonmodellen sind.
Auf der Mondial de l’Automobile 2010 kündigte Lotus fünf neue Modelle innerhalb der nächsten fünf Jahre an. Es handelt sich dabei um Neuauflagen der Modelle Esprit (2013), Elan (verschoben zwecks besserer Vermarktung des Evora von 2013 auf 2017) und Elite (ab 2014), sowie das Nachfolgemodell der aktuellen Elise (ab 2015). Als neues Modell kündigte Lotus den viersitzigen GT Eterne an. Während Esprit, Elite und Eterne von einem 5-Liter-V8 angetrieben werden, soll der Elan einen 4-Liter-V6 erhalten, die Elise einen neuartigen 2-Liter-Reihenvierzylinder mit etwa 320 PS. Alle neuen Motoren sind aufgeladen.
2011 zeigte Lotus das Stadtauto Lotus Ethos mit 1,2-l-Hybridantrieb, basierend auf einem Konzept des malaysischen Eigners Proton. Im Sommer 2012 wurden die Ankündigungen von 2010 zurückgenommen und der Geschäftsführer entlassen.
2014 entwickelte die Lotus Group zusammen mit mehreren Partnern das Konzeptmotorrad Lotus C-01, das in einer Auflage von 100 Exemplaren produziert wurde.
Die letzte Elise wurde im Frühjahr 2022 an ihre Namensgeberin, Elisa Artioli, die Enkelin des ehemaligen Lotus-Eigentümers Romano Artioli, ausgeliefert. Im Juli 2022 wurde das Lotus-Werk im chinesischen Wuhan fertiggestellt. Es hat eine Kapazität von 150.000 Fahrzeugen im Jahr.

## Modelle

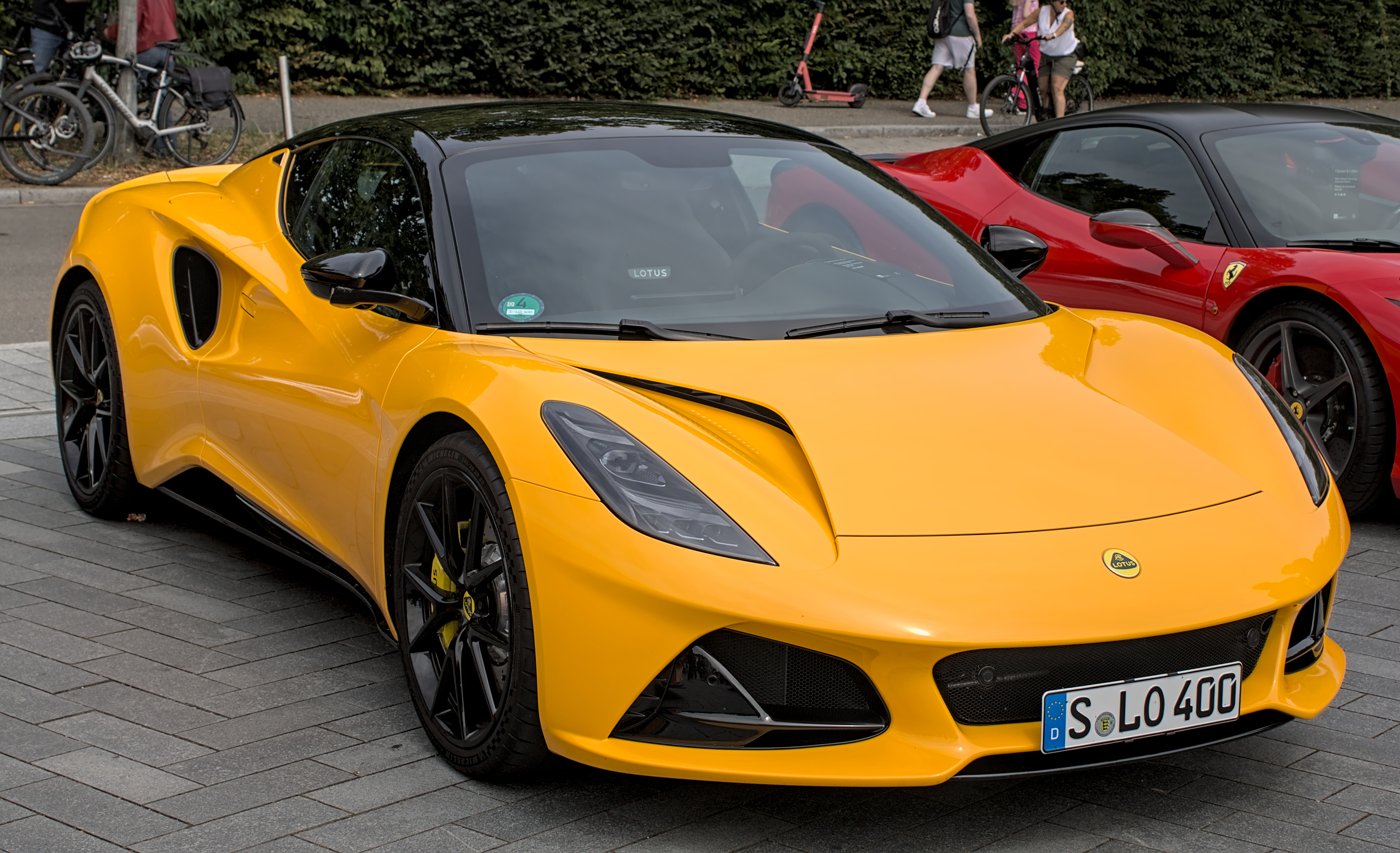
Lotus Emira (seit 2022)

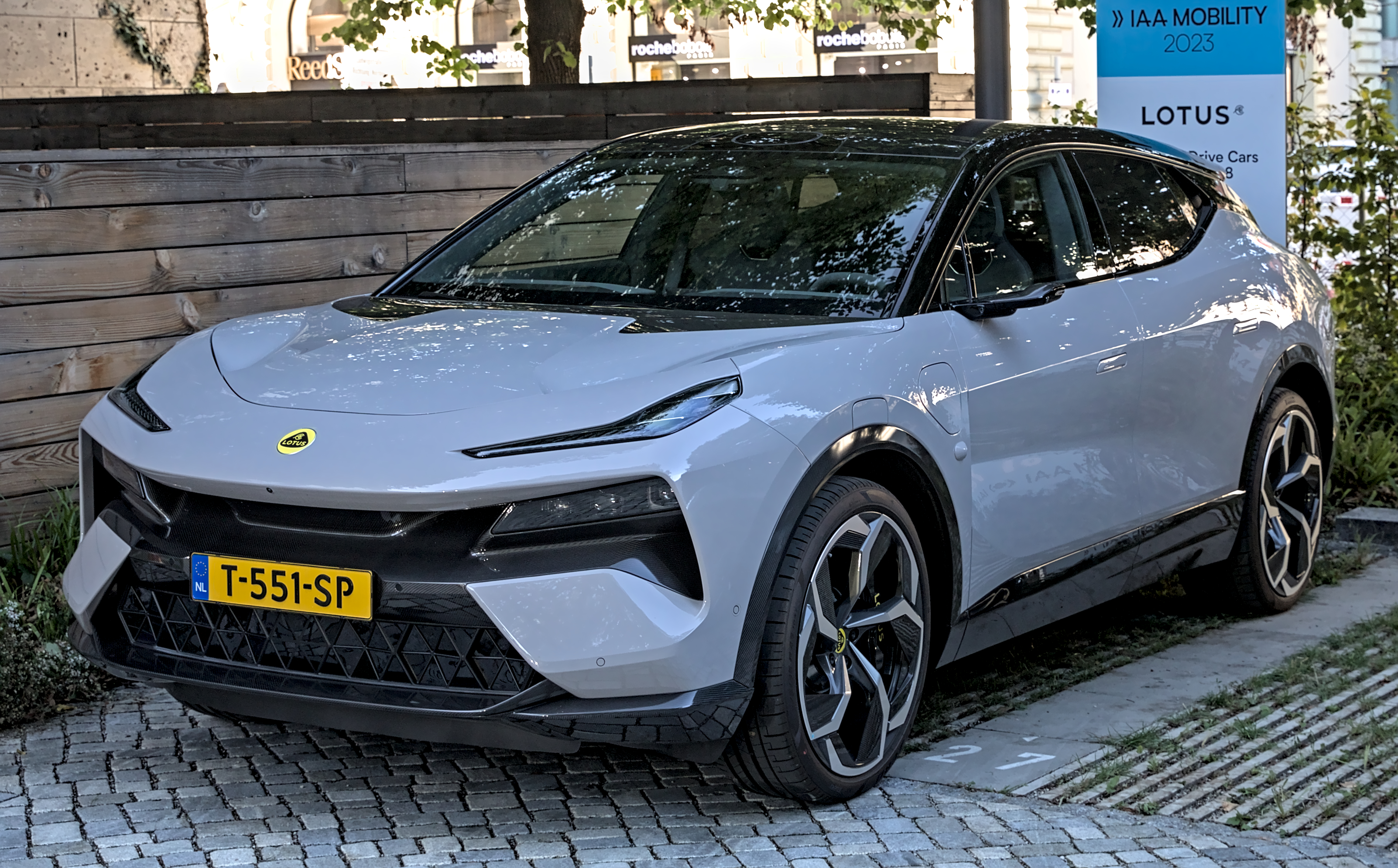
Lotus Eletre (seit 2022)

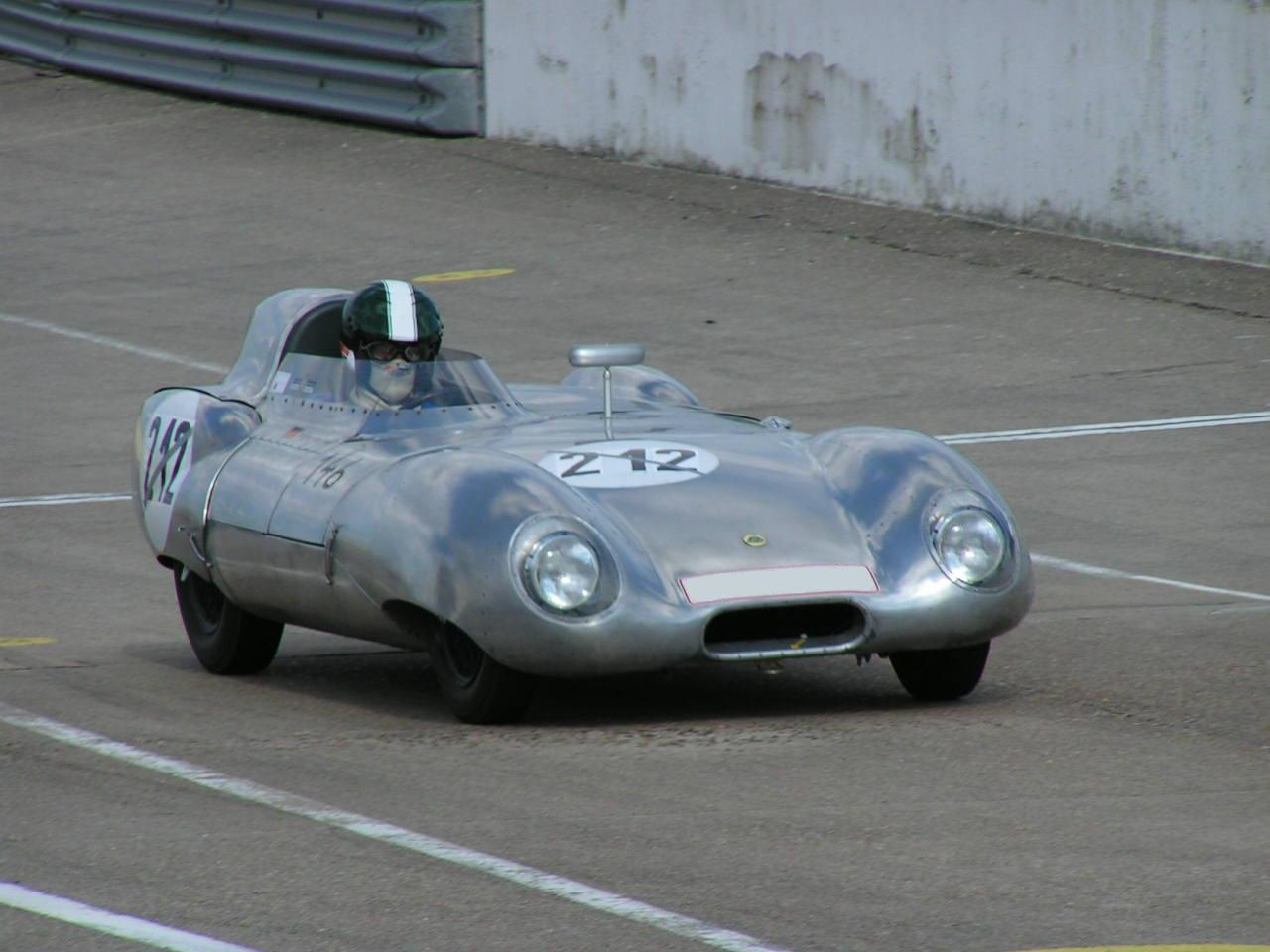
Lotus Eleven (1956 bis 1958)

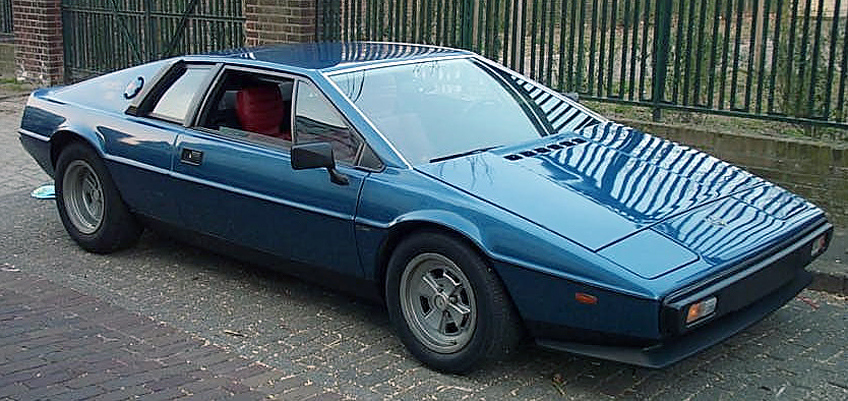
Lotus Esprit S2, 1980 (1976 bis 2004)

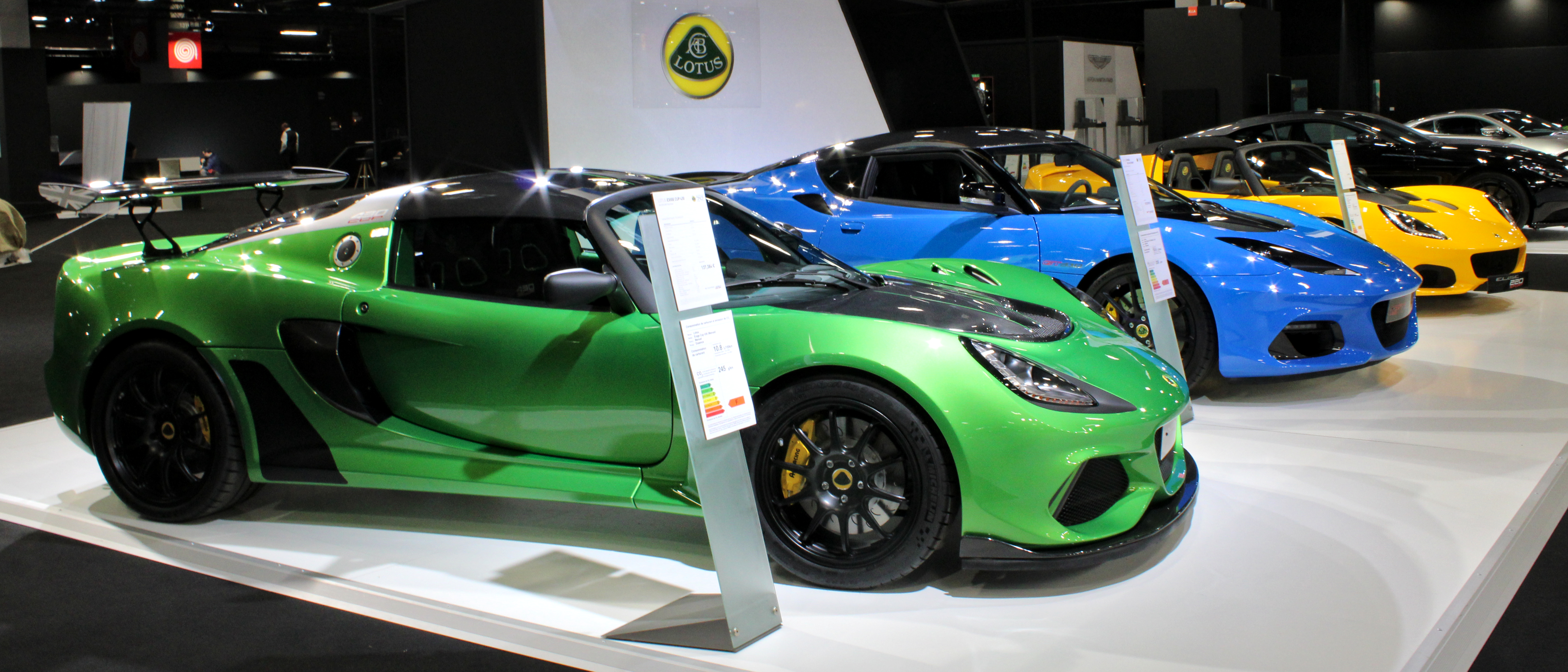
Lotus auf dem Pariser Autosalon 2018

### In Produktion
- Lotus Eletre (seit 2022)
- Lotus Emeya (seit 2024)
- Lotus Emira (seit 2022)
- Lotus Evija (seit 2024)

### Ehemalige
- Lotus Eleven (1956 bis 1958)
- Lotus Seven (1957 bis 1972)
- Lotus Elite (Typ 14, 1957 bis 1963)
- Lotus Elan (Typ 26 und weitere, 1962 bis 1975)
- Lotus Europa (1966 bis 1975)
- Lotus Elite (Typ 75/83, 1974 bis 1982)
- Lotus Éclat (1974 bis 1982)
- Lotus Esprit (1976 bis 2004)
- Lotus Excel (1982 bis 1992)
- Lotus Elan (Type M100, 1989 bis 1995)
- Lotus 340R (2000)
- Lotus Elise Serie 1 (1996 bis 2000)
- Lotus Exige Serie 1 (2000 bis 2001)
- Lotus Elise Serie 2 / Elise 111 und Elise 111S (2000–2006)
- Lotus Elise Serie 2 / Elise 111R und Elise R (2004–2010)
- Lotus Elise Serie 2 / Elise S (2006–2010)
- Lotus Elise Serie 2 / Elise SC (2008–2010)
- Lotus Elise Serie 2 / Elise Club Racer (2009–2010)
- Lotus Elise Serie 3 / Elise CR, Elise 1.6 und Elise S (2010–2021)
- Lotus Evora (2009–2021)
- Lotus Exige Serie 2 (2004–2010)
- Lotus Exige S Serie 2 – Facelift Version (2010)
- Lotus Exige Serie 3 V6 (2012–2021)
- Lotus Europa S und SE (2006 bzw. 2008 bis 2010)
- Lotus 2-Eleven (2007–2011)
- Lotus 3-Eleven (2016–2018)
- Lotus T125 Exos (2011) (nur 2 Prototypen, 25 geplant)

### Kooperationen mit anderen Automobilherstellern
- Ford Lotus Cortina MK1 und MK2.
- Für den französischen Hersteller Talbot entwickelte Lotus eine sportlichere Version des Talbot Sunbeam, den Talbot Sunbeam Lotus 16V.
- Für Opel entwickelte Lotus eine Hochleistungsvariante der Limousine Omega. Das Fahrzeug wurde als Lotus Omega, bzw. in England als Lotus Carlton verkauft.
- Für Opel/Vauxhall entwickelte und produzierte Lotus den Opel Speedster/Vauxhall VX220. Er basiert auf dem verlängerten Lotus Elise Chassis. Auf der gleichen Basis bot Lotus den Lotus Europa S an.
- Lotus beteiligte sich an der Entwicklung des Tesla Roadster und baut das Fahrzeug in seinem Werk in Hethel.[12]
- Das Unternehmen ZAP wurde bei der Entwicklung eines Elektrosportwagens von Lotus unterstützt.
- Lotus ist/war unter anderem an der Mitentwicklung folgender Autos beteiligt: Aston Martin DB9, DeLorean DMC-12, Chevrolet Corvette C4 ZR-1, Dodge EV, Nissan GT-R, Hennessey Venom GT, Dodge Spirit R/T, Toyota MR2, Toyota Supra, Isuzu Piazza, Isuzu Impulse, Mahindra Scorpio, Melkus RS 2000.
- Für Sinclair Vehicles entwickelte Lotus 1984 die Prototypen[13] für die Serienfertigung und den Fahrgestellrahmen des C5
- Detroit Electric SP:01[14]